# Abadía de Chevetogne

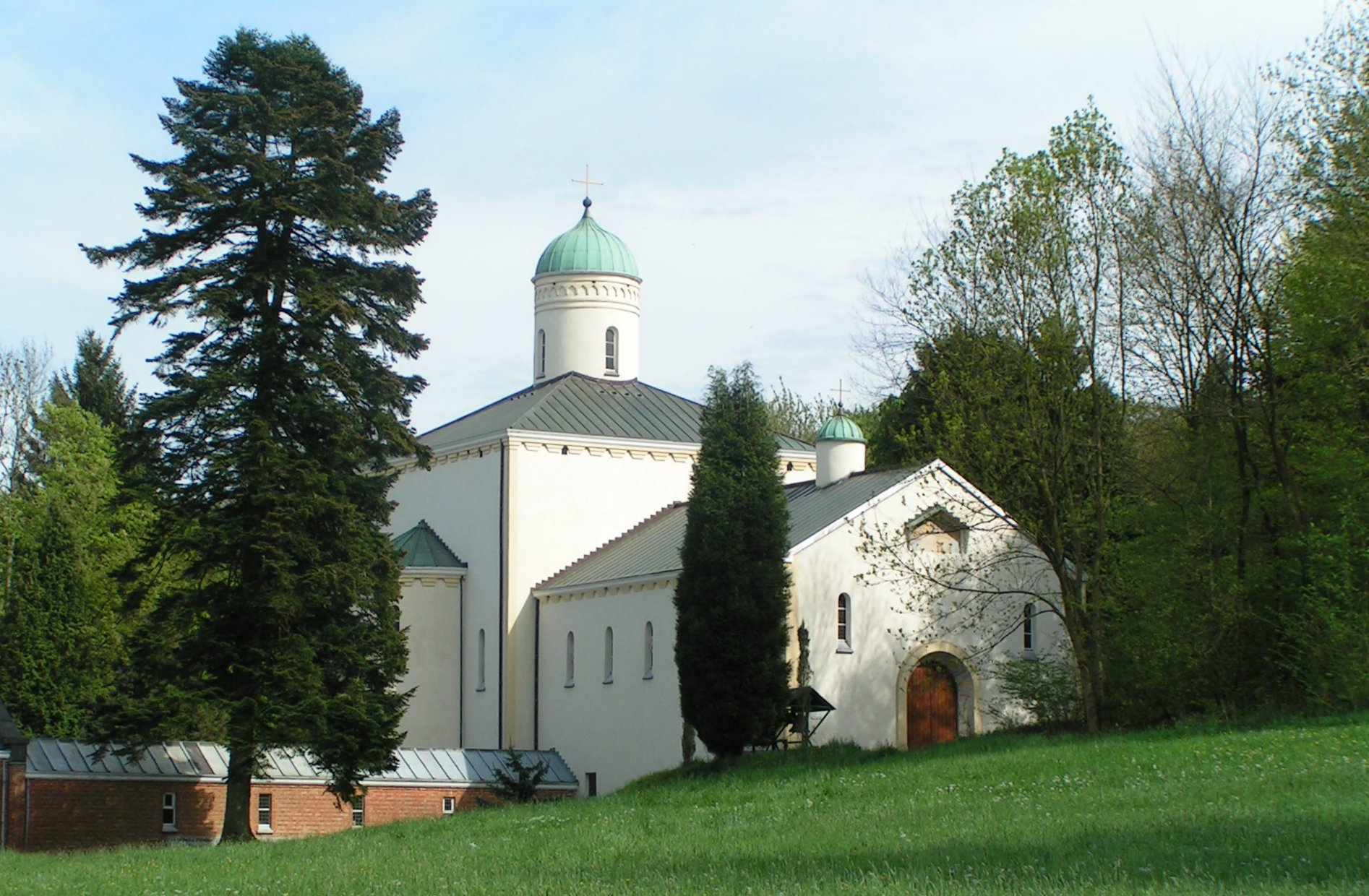
Abadía de Chevetogne: Iglesia bizantina.

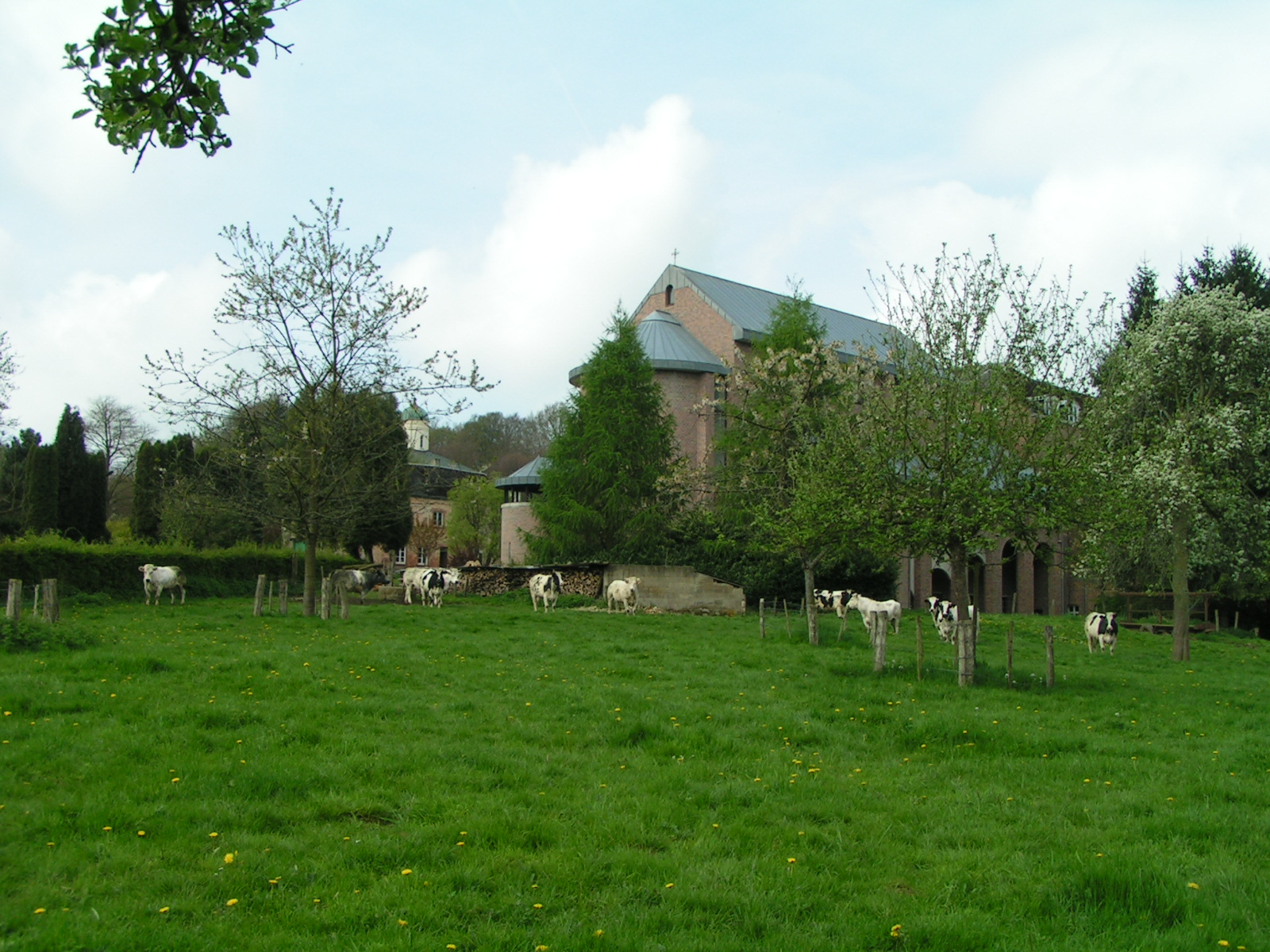
Abadía de Chevetogne: Iglesia latina.

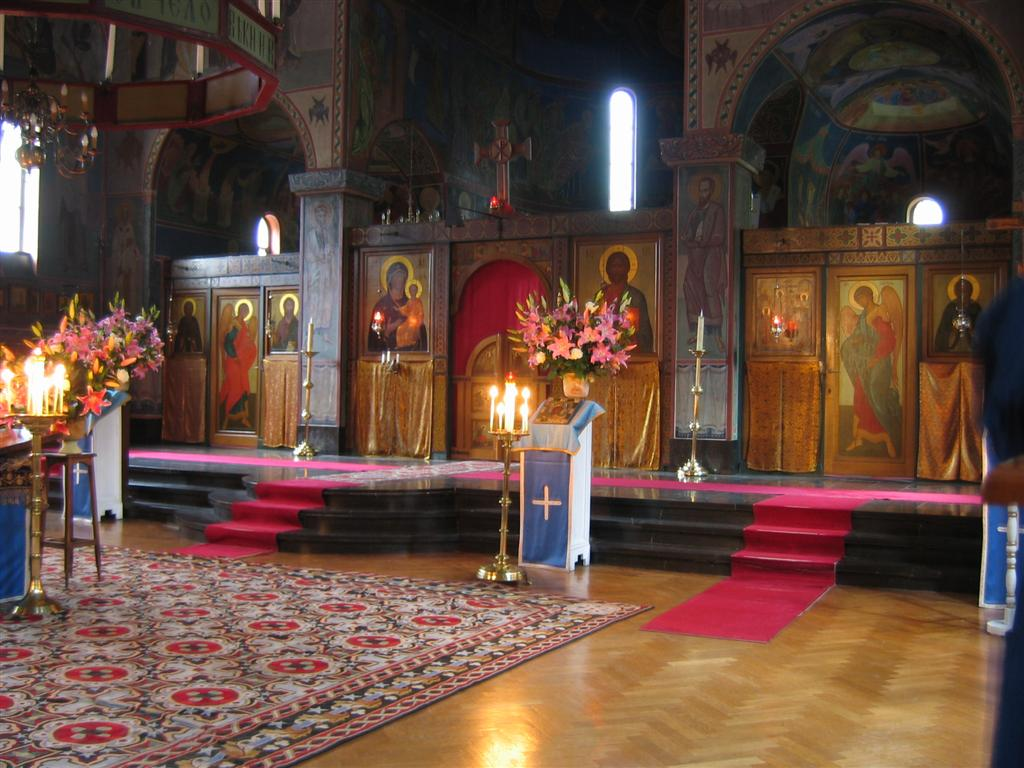
Abadía de Chevetogne: Interior de la Iglesia oriental.

La abadía de Chevetogne (a veces también llamada Monasterio de la Unión o Monasterio de la Exaltación de la Santa Cruz) es un monasterio católico internacional de monjes benedictinos de ritos bizantino y latino ubicado en Chevetogne dentro de la localidad de Ciney, en el distrito de Dinant de la provincia de Namur, Bélgica. Se dice de ella que está a medio camino entre Bruselas y Luxemburgo, como también se podría decir que está a medio camino entre Roma y Constantinopla.
Fue fundada en Amay por el monje benedictino belga Dom Lambert Beauduin, estableciéndose la comunidad monástica en su priorato de Chevetogne en 1939 y luego elevada a abadía en 1990. "Su finalidad es penetrar lo más profundamente posible en el alma cristiana de Occidente y de Oriente, por encima de las barreras confesionales".
El monasterio tiene la particularidad de tener dos iglesias: una iglesia para la liturgia del rito romano, dedicada a Cristo Salvador, y la otra para ceremonias en el rito bizantino, dedicada a la Exaltación de la Santa Cruz. Este monasterio fue colocado deliberadamente bajo el signo del ecumenismo por su fundador, aunque la comunidad está compuesta casi en su totalidad por monjes católicos unidos directamente ("extra congregaciones") a la Confederación Benedictina.

## Historia
El Papa Pío XI en 1924 escribió la carta apostólica Equidem verba a la Orden Benedictina alentando a trabajar para la restauración de la comunión entre las Iglesias católicas y ortodoxas, con especial énfasis en la Iglesia ortodoxa rusa. Al año siguiente, Dom Lambert Beauduin (1873–1960) estableció una comunidad con este fin en Amay, en el río Mosa. Debido a la estrecha amistad de Beauduin con el cardenal Mercier y el papa Juan XXIII, así como con sus relaciones con los cristianos orientales, llegó a convertirse en un pionero del movimiento ecuménico católico. Su enfoque inicial se centró en la unidad con ortodoxos y anglicanos, pero finalmente se extendió a todos aquellos que llevan el nombre de Cristo.
En 1939, la comunidad del priorato de Amay se trasladó a su ubicación actual en Chevetogne, ocupando un antiguo noviciado jesuita. Desde entonces, se construyó una iglesia oriental en 1957, pintada con frescos de Rallis Kopsidis y Georges Chochlidakis, y una iglesia occidental con una gran biblioteca en su sótano. La biblioteca tiene aproximadamente 100.000 volúmenes y está suscrita a cerca de 500 revistas especializadas y publicaciones periódicas. El Priorato de Chevetogne fue elevado al estatus de abadía el 11 de diciembre de 1990.

## Vida monástica
Para vivir una vida de unidad cristiana, el monasterio tiene tanto capillas occidentales (rito latino) y orientales (rito bizantino) que realizan servicios todos los días. Mientras que las horas canónicas de los oficios monásticos diarios se sirven separadamente, los monjes comparten juntos las comidas y están unidos bajo una abad. Junto a la oración, los monjes publican un diario, Irénikon, desde 1926.
Los monjes de esta abadía se han convertido en una referencia en cantos litúrgicos ortodoxos rusos y griegos. Por otro lado, pueden acoger durante unos días a los huéspedes que deseen pasar un momento de retiro espiritual. La abadía produce y vende artesanías, incienso, libros religiosos o CD's de cantos litúrgicos.